# Владислав Умінський
Владислав Ян Умінський (пол. Władysław Jan Umiński, 10 листопада 1865, Пшедеч — 31 грудня 1954, Варшава) — польський письменник-фантаст та автор книжок для дітей та молоді, а також публіцист та популяризатор науки. За подібність у сюжетах літературних творів письменника часто називають польським Жулем Верном. Разом із Єжи Жулавським, Антонієм Ланге та Стефаном Грабінським вважається основоположником наукової фантастики в польській літературі.

## Біографія
Владислав Умінський народився в невеликому містечку Пшедеч в убогій міщанській сім'ї. Його батько походив із зубожілої шляхетської родини, та був художником, який імовірно не мав постійного джерела прибутків, мати майбутнього письменника працювала вчителькою. У сім'ї, крім Владислава, було ще троє дітей. У зв'язку із значною фінансовою скрутою у 1874 році сім'я Умінських переїжджає до Ченстохови, а пізніше до Варшави, де розпочав навчання у гімназії. У цей момент помирає його батько, залишивши сиротами чотирьох дітей. Але Владислав Умінський продовжує навчання в школі, найбільше приділяючи увагу літературі та географії, а також захоплюючись конструюванням різних технічних новинок. У 19 років він уперше сконструював діючу модель літака.
Після завершення навчання в гімназії Умінський проходить військову службу, а пізніше вступає на природничий факультет Санкт-Петербурзького університету. Після завершення навчання він деякий час працював у лабораторії музею промисловості та сільського господарства у Варшаві, в якому деякий час співпрацював із Марією Склодовською. Пізніше Умінський заробляв на життя складанням книжкових каталогів у бібліотеці Варшавської політехніки, а також у компанії з буріння артезіанських свердловин. Також Владислав Умінський співпрацював із виданнями «Tygodnik Ilustrowany» (в якому вів рубрику «Z ruchu naukowego»), «Kurier Codzienny», «Wędrowec», «Wieczory Rodzinne», «Tygodnik Mód i Powieści», «Kurier Warszawski», «Prawda», «Czytelnia dla Wszystkich», у яких публікував свої перші твори. Ще в 1889 році Умінський став одним із засновників аероклубу у Варшаві. До цього гуртка належав також відомий польський художник, винахідник та авіатор-аматор Чеслав Танський. Згідно даних частини джерел, саме Умінський є автором польського терміну для позначення літака — «samolot». Одночасно Владислав Умінський публікував власні літературні твори та науково-популярні книжки. Одночасно письменник багато подорожував, що допомагало йому в роботі над новими творами.
Після Першої світової війни Владислав Умінський продовжує співпрацю із варшавськими друкованими виданнями, одночасно працюючи спочатку в міністерстві внутрішніх справ, а пізніше в управлінні кінематографії. З початком Другої світової війни Умінський виїхав із Варшави разом із дружиною і донькою до Мілянувка, де й пережив окупацію Польщі. У післявоєнний час він повертається до столиці. Проте в 1946 році від лейкозу помирає його єдина дочка, а в 1950 році помирає дружина. Це призвело до того, що письменник майже припинив літературну діяльність. Останні роки життя він провів у самотності. Помер Владислав Умінський 31 грудня 1954 року від пневмонії. Похований письменник на Повонзківському цвинтарі у Варшаві.

## Літературна творчість
Владислав Умінський розпочав писати літературні твори ще навчаючись у гімназії, і його першим опублікованим твором стало оповідання «З Корсики» (пол. Z Korsyki), опубліковане у журналі «Przyjaciel Dzieci» у 1880 році. Проте повноцінним початком його літературної діяльності вважається 1891 рік, коли вийшов друком його перший роман «Переможці океану» (пол. Zwycięzcy oceanu). У творчості Владислава Умінського переважають мотиви пригодницької літератури, розповіді про подорожі, у тому числі й до полюсів Землі. Проте найбільш відомим Умінський став завдяки своїм науково-фантастичним творам, за що він названий одним із засновників польської наукової фантастики, а також польським Жулем Верном. Тематика його творів часто співпадала із тематикою французького письменника, подібними часто є й назви цих творів, зокрема «П'ять тижнів на повітряній кулі» Верна і «Повітряною кулею до полюса» (пол. Balonem do bieguna) Умінського, «Двадцять тисяч льє під водою» Верна і «У глибинах океану» (пол. W głębinach oceanu) Умінського, «Навколо світу за вісімдесят днів» Верна і «Літаком навколо світу» (пол. Samolotem dookoła świata) Умінського. Основною відмінністю творчості Умінського від творчості Верна є те, що французький письменник писав виключно для дорослих, а польський письменник писав свої твори переважно для дітей і молоді. Також характерною особливістю творчості Умінського є те, що його твори мають виразно національний польський характер, і головними героями в них часто виступають поляки. Після Першої світової війни письменник дещо зменшив кількість нових творів, причиною чого стало розчарування науково-технічним прогресом у післявоєнний час. Умінський у своїй пізній творчості більше висвітлював теми міжпланетних подорожей та контактів із іншопланетними цивілізаціями. Після Другої світової війни він видав лише один твір — роман «Позаземні світи» (пол. Zaziemskie światy), який і став його останнім закінченим твором. Останній твір, над яким працював письменник — «Світ за тисячу років» (пол. Świat za lat tysiąc) — так і залишився незавершеним.

## Особисте життя
Владислав Умінський був одружений, у подружжя була одна дочка. Дочка Владислава Умінського померла в 1946 році від лейкозу. У 1950 році померла дружина Умінського.

## Нагороди
У 1952 році указом президента ПНР Болеслава Берута Владислав Умінський нагороджений офіцерським хрестом Ордену Відродження Польщі.

## Твори
- Переможці океану" (пол. Zwycięzcy oceanu, 1891)
- Повітряною кулею до полюса (пол. Balonem do bieguna, 1894)
- Подорож без грошей (пол. Podróż bez pieniędzy, 1894)
- У незнані світи (пол. W nieznane światy, 1895)
- Мандрівний острів (пол. Wędrowna wyspa, 1895)
- У країні людожерів (пол. W kraju ludożerców, 1896)
- У пустелях Австралії (пол. W pustyniach Australii, 1896)
- На хвилях Атлантики (пол. Na falach Atlantyku, 1897)
- Від Варшави до Ойцова (пол. Od Warszawy do Ojcowa, 1897)
- Громи і блискавиці. Наукові бесіди (пол. Pioruny i błyskawice, Pogadanki naukowe, 1897)
- Що повинна знати освічена людина про електрику (пол. Co człowiek wykształcony o elektryczności wiedzieć powinien, 1899)
- Подорож навколо світу пішки (пол. Podróż naokoło świata piechotą, 1899)
- Подорож навколо Варшави (пол. Podróż naokoło Warszawy, 1901)
- Таємничий вимпел і флібустьєри (пол. Tajemnicza bandera i flibustierowie, 1901)
- Білий мандарин (пол. Biały mandaryn, 1903)
- Лісова людина (пол. Człowiek leśny, 1903)
- На вершинах (пол. Na szczytach, 1904)
- Що слід знати про електрику. Популярний виклад (пол. Co należy wiedzieć o elektryczności, Wykład popularny, 1905)
- Вигнанці (пол. Wygnańcy, 1906)
- У чорній безодні (пол. W czarnej otchłani, 1908)
- Пригоди малого австралійця (пол. Przygody małego Australijczyka, 1910)
- У канадських лісах (пол. W puszczach Kanady, 1910)
- У країні, де сходить сонце (пол. W krainie wschodzącego słońca, 1911)
- Літаком навколо світу (пол. Samolotem naokoło świata, 1911)
- Про електрику — популярний виклад (пол. O elektryczności – wykład popularny, 1911)
- Кривавий хліб (пол. Krwawy chleb, 1912)
- Сини лісу (пол. Synowie puszczy, 1912)
- Хрест і півмісяць (пол. Krzyż i półksiężyc, 1913)
- Після краю (пол. Po kraju, 1913)
- Сучасне освітлення (пол. Oświetlenie współczesne, 1903)
- Чарівний корабель (пол. Czarodziejski okręt, 1916)
- Кривава доля (пол. Krwawa dola, 1918)
- Військові пригоди (пол. Przygody wojenne, 1918)
- У глибинах океану (пол. W głębinach oceanu, 1920)
- Пригоди підводного човна та інші оповідання (пол. Przygody łodzi podwodnej i inne opowiadania, 1925)
- Під польським прапором на автомобілі навколо світу (пол. Pod flagą polską samochodem naokoło świata, 1929)
- Позаземні світи (пол. Zaziemskie światy, 1948)